# Agrionoptera
Agrionoptera – rodzaj ważek z rodziny ważkowatych (Libellulidae).

## Zasięg występowania
Rodzaj obejmuje gatunki występujące w północno-wschodnich Indiach, Azji Południowo-Wschodniej, na Tajwanie, w Japonii, Oceanii oraz północnej i wschodniej Australii.

## Systematyka
Rodzaj ten wprowadził w 1864 roku austriacki entomolog Friedrich Moritz Brauer dla gatunku Libellula insignis. Obecnie do rodzaju zaliczanych jest 8 gatunków, jednak aż trzy z nich mają wątpliwy status.

### Etymologia
Agrionoptera: rodzaj Agrion Fabricius, 1775 (nieuznawany obecnie), gr. ἄγριος agrios – żyjący na polach lub „dziki”; gr. -πτερος -pteros „-skrzydły” < πτερον pteron „skrzydło”.

### Podział systematyczny
Do rodzaju należą następujące gatunki:
- Agrionoptera cardinalis Lieftinck, 1962
- Agrionoptera cynthiae Lieftinck, 1942 (gatunek wątpliwy)
- Agrionoptera dorothea Fraser, 1927 (gatunek wątpliwy)
- Agrionoptera insignis (Rambur, 1842)
- Agrionoptera longitudinalis Selys, 1878
- Agrionoptera sanguinolenta Lieftinck, 1962
- Agrionoptera sexlineata Selys, 1879
- Agrionoptera similis Selys, 1879 (gatunek wątpliwy)